# Maître d'Alkmaar
Le « Maître d'Alkmaar » (ou Maître de 1504 ou Maître des Sept Œuvres de la Miséricorde), dont on attribue l'identité à Cornelis Buys I (fl. 1490-1524), est un artiste peintre de compositions religieuses néerlandais actif à Alkmaar au début du XVIe siècle.

## Les Sept Œuvres de miséricorde
Son nom provient de la série de sept panneaux commandités par la Confrérie du Saint-Esprit de la ville et qu'il a peints pour le retable de la Grande église Saint-Laurent de Alkmaar. Ils sont datés de 1504 et sont signés d'un monogramme. Représentant les sept Œuvres de miséricorde, ils sont connus comme le Retable des Sept œuvres de charité.
Chacun des panneaux représente une œuvre de miséricorde, toutes étant énumérées dans l'Évangile selon Matthieu (v. 25:35-36), avec dans l'ordre, de gauche à droite :
- 1er panneau : nourrir les affamés
- 2e panneau : donner à boire aux assoiffés
- 3e panneau : vêtir les indigents
- 4e panneau : ensevelir dignement les morts. Cette œuvre n'est pas originale de l'Évangile : c'est une œuvre supplémentaire ajoutée par l’Église vers le XIIIe siècle
- 5e panneau : accueillir les étrangers
- 6e panneau : soigner les malades
- 7e panneau : visiter les prisonniers

Ce retable est désormais conservé au Rijksmuseum Amsterdam. Les peintures, qui montrent une claire influence de Geertgen tot Sint Jans pour leur style architectural, sont réalisées avec des couleurs claires et leurs figures sont dessinées de façon caricaturale.

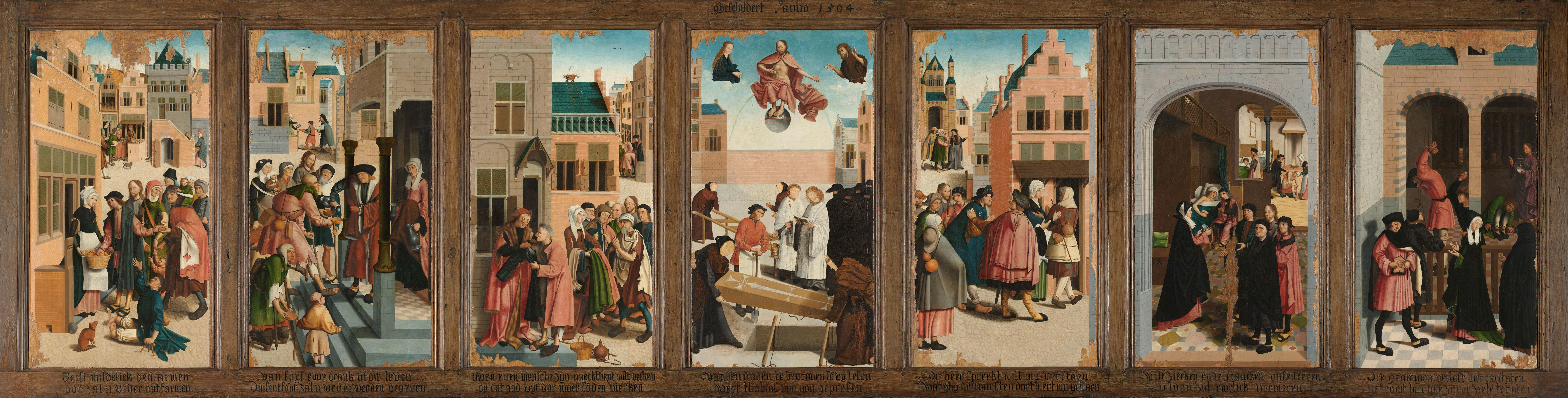
Polyptyque des Sept Œuvres de miséricorde du Maître d'Alkmaar pour la Grande église Saint-Laurent de Alkmaar.

## Identité
Le style employé pour la réalisation de ces sept panneaux fait penser à celui de Cornelis Buys I, peintre d'Alkmaar mort en 1524 et maître de Jan van Scorel, frère de Jacob Cornelisz van Oostsanen et oncle de Dirck Jacobsz, ce qui fait attribuer l'identité du Maître d'Alkmaar à cet artiste, actif entre 1490 et 1524.
Plus tard, le nom de Pieter Gerritsz, originaire d'Haarlem, a été proposé, ayant été à Alkmaar à partir de 1502. Cet artiste est reconnu pour avoir une peinture de saint Bavon de Gand en 1518 à Haarlem, et son nom est mentionné sur les registres de l'abbaye d'Egmond et de la Grande église Saint-Laurent de Alkmaar, pour une période couvrant les années 1515 à 1529.
Par ailleurs, son style de représentation des personnages et de mise en scène spacieuse est similaire à celui de Jan Mostaert, ce qui laisserait penser que le Maître d'Alkmaar ait été formé dans son atelier vers 1475.
Selon le Bénézit, il aurait travaillé à Alkmaar entre 1490 et 1510, et mentionne le nom de Pieter Gerritsz (un peintre mort en 1540). Il recherche, dans son art, à faire coïncider le pittoresque avec la sobriété et la gravité avec l'humour mesuré.

## Conservation
- Sept Œuvres de la Miséricorde, Rijksmuseum, Amsterdam[1] ;
- Adoration des Mages (triptyque), Mauritshuis, La Haye[1] ;
- La Vierge avec sainte Anne, Liverpool[1].